# 库尔萨特
库尔萨特（Kursath），是印度北方邦Hardoi县的一个城镇。总人口5654（2001年）。

## 人口
该地2001年总人口5654人，其中男性3047人，女性2607人；0—6岁人口943人，其中男500人，女443人；识字率62.08%，其中男性为70.23%，女性为52.55%。